# Turnianska Nová Ves
Turnianska Nová Ves (hongrois : Tornaújfalu ; allemand : Neudorf bei Torna), est un village de Slovaquie situé dans la région de Košice.
Il est situé à 35 km au sud-ouest de Košice, sur les rives de la Bodva.

## Histoire
Le village est situé dans le comitat de Torna puis d'Abaúj-Torna, au sein du royaume de Hongrie, jusqu'au Traité de Trianon en 1920, date à laquelle ces territoires appartiendront dès lors à la Tchécoslovaquie puis à la Slovaquie.
Le village est mentionné pour la première fois sous la forme Wyfalu en 1340 comme faisant partie du domaine du château de Torna, propriété des descendants du comes Tekus, dont László, considéré comme le fondateur de la famille Tornay. Le village est également mentionné par écrit en 1406.
À partir de 1578, la localité est attaquée par les Turcs, détruite par les épidémies et les guerres. En 1617, avec le manoir Torna, il devient la propriété de la famille Keglević. À partir de 1720, ce sont principalement des colons Allemands qui s'y installent pour remplacer la population. En 1773, c'est une colonie avec une population mixte germano-hongroise. En 1815, le nom du village, Újfalu, est changé officiellement en Tornaújfalu  (Neudorf bei Torna en allemand). En 1828, le village se compose de 560 habitants dans 69 maisons. Le village subit de graves épidémies, notamment de choléra en 1831, 1862, 1866 et 1873.
La localité est reprise et annexée par la Hongrie après le premier arbitrage de Vienne le 2 novembre 1938. En 1938, on compte 453 habitants. Elle fait alors partie du district de Turňa nad Bodvou (hongrois : Tornai járás). Le nom de la localité avant la Seconde Guerre mondiale était Turnianska Nová Ves/Torna-Újfalu. Durant la période 1938 - 1945, le nom hongrois Tornaújfalu était d'usage. À la fin de la Seconde guerre mondiale, la commune est réintégrée dans la Tchécoslovaquie reconstituée.

## Population
| Année:               | 1994. | 2004.   | 2014.   | 2024.    |
| -------------------- | ----- | ------- | ------- | -------- |
| Nombre de personnes: | 374   | 367     | 345     | 291      |
| Différence:          |       | -1,87 % | -5,99 % | -15,65 % |

| Année:               | 2023. | 2024.   |
| -------------------- | ----- | ------- |
| Nombre de personnes: | 299   | 291     |
| Différence:          |       | -2,67 % |

- 1910: 470 habitants pour la plupart de langue maternelle hongroise.
- 2001: 362 habitants dont 329 se déclarent hongrois et 32 slovaques.
- 2011: 324 habitants dont 297 se déclarent hongrois et 25 slovaques.